# 파라케라테리움
파라케라테리움(Paraceratherium)은 신생대 제3기의 올리고세(3700만 년 전~2300만 년 전)에 아시아에 살았던, 멸종된 포유류의 한 속(屬)이다. 이는 지금까지 알려진 것 중 가장 큰 육상 포유류이다. 다 자란 파라케라테리움의 평균 크기는 키 4.8미터에 길이 7.4미터 정도에 몸무게는 17톤에 이르렀을 것으로 추산된다. 파라케라테리움은 초식 동물이었으며, 코끼리의 엄니와 유사하게 생긴, 아래로 향한 윗이빨로 나뭇잎을 뜯어 먹었다. 몽골과 남몽골, 카자흐스탄, 파키스탄, 인도, 터키, 동유럽, 발칸반도에 이르기까지 폭넓은 지역에서 화석이 발견되었다.
인드리코테리움(Indricotherium transouralicum)은 1916년에 명명되었으나 현재는 파라케라테리움의 후행 이명으로 재동정되었다. 인드리코테리움은 러시아 민담에 등장하는 괴물 인드릭(러시아어: Индрик-зверь)에서 따 온 이름이다.

## 사진

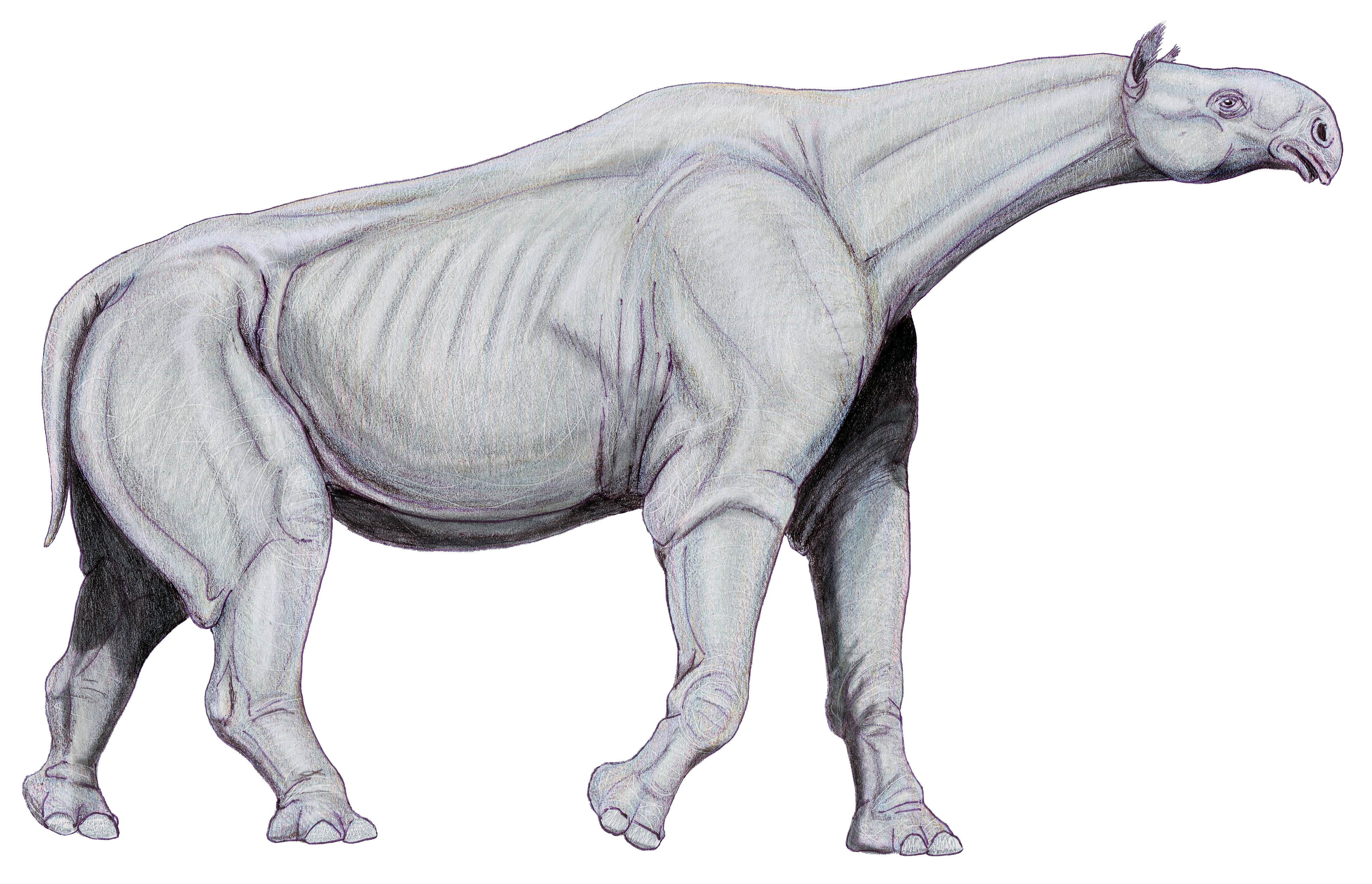
복원 상상도
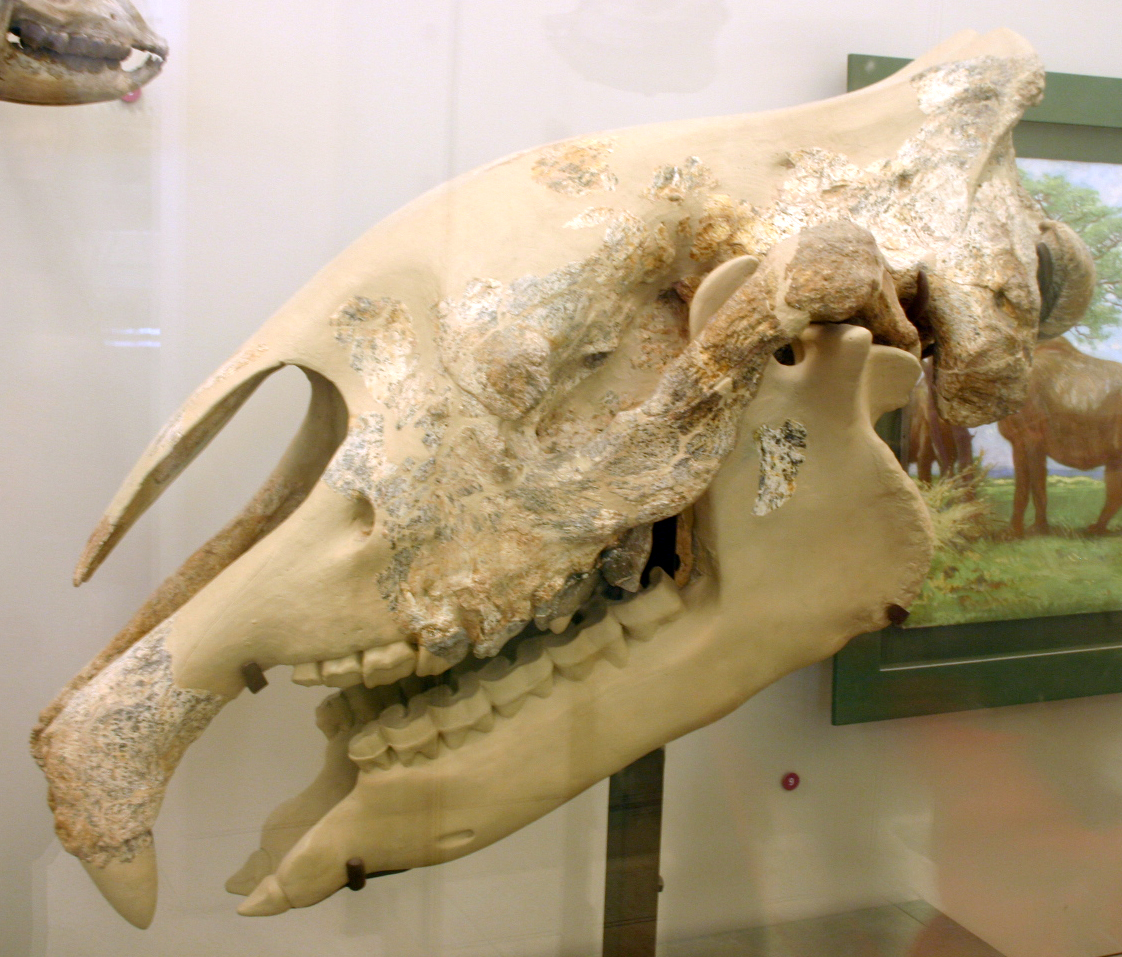
두개골 화석
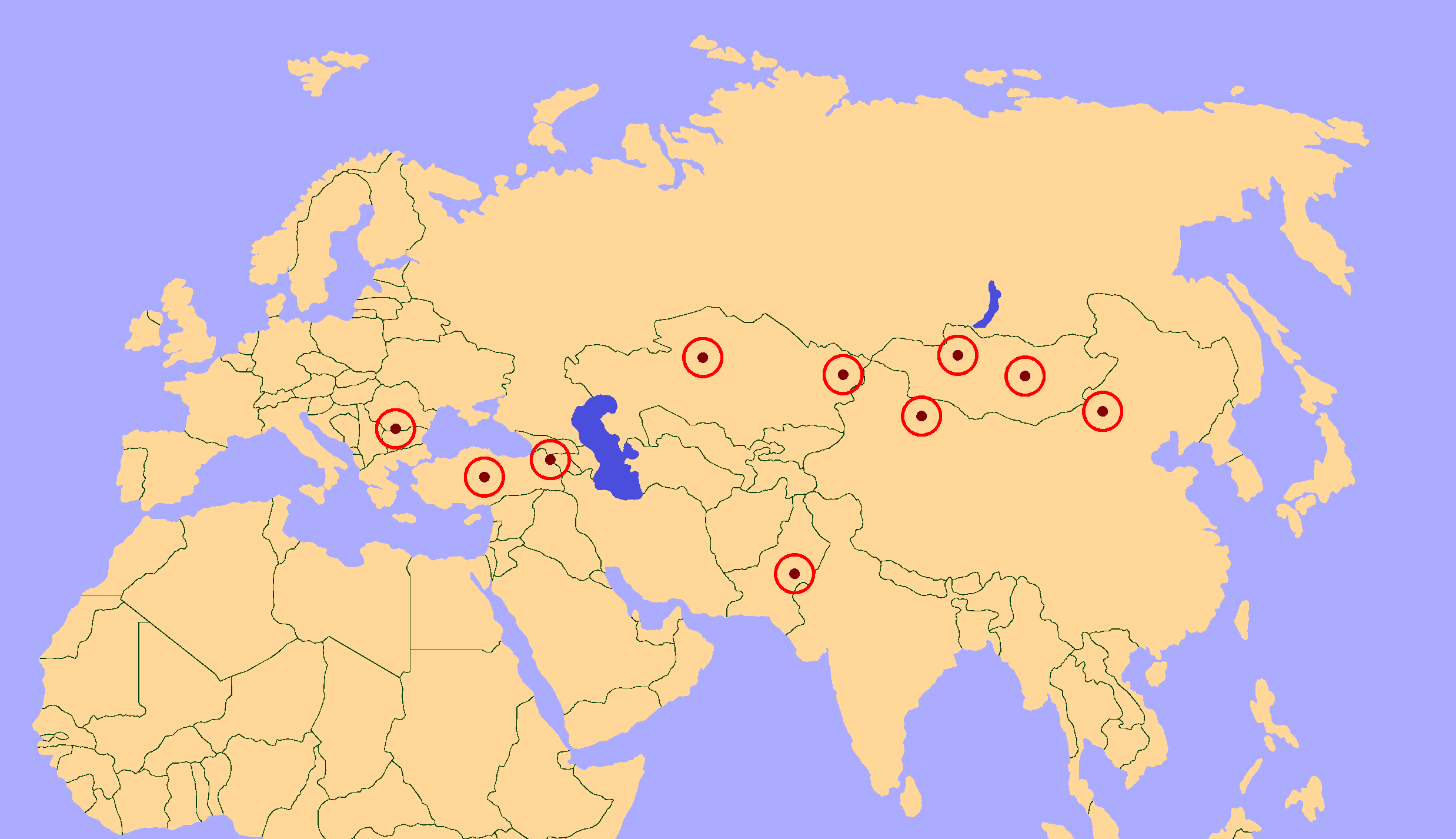
화석 발견 지역